# 신스웨이브

신스웨이브

신스웨이브(Synthwave)는 주로 1980년대 액션, 공상과학, 공포 영화 사운드트랙과 관련된 음악을 기반으로 하는 전자 음악 마이크로 장르이다. 다른 영향들은 10년간의 예술 및 비디오 게임에서 비롯된다. 신스웨이브 음악가들은 종종 1980년대 문화에 대한 향수를 불러일으키며, 그 시대의 분위기를 포착하고 이를 기념하려고 시도한다.